# راشد الراشد (طبيب)
راشد الراشد (ولد في 22 أبريل 1934 في البحرين - توفي في 22 يوليو 2015 في أوماها، الولايات المتحدة) طبيب بحريني. يعتبر أول طبيب أورام أطفال في منطقة الخليج العربي.

## النشأة والتعليم
ولد الراشد في 22 أبريل 1934 في البحرين والتحق بمدرسة الجامعة الأميركية في بيروت بلبنان.

## المسيرة المهنية
استجاب الراشد لدعوة جامعة تبراسكا الطبية التي كانت نقطة تحول في حياته إذا أصبح الطبيب الأول في ولاية أيوا المتخصص في أمراض الدم والأورام عند الأطفال في العام 1967 واستمر في العمل في الجامعة حتى 1992.
آخر زيارة له إلى البحرين لإلقاء محاضرة في جامعة الخليج العربي في ثمانينيات القرن العشرين بدعوة من عبد الله الرفاعي.

## الحياة الشخصية
التقى الراشد بزوجته المستقبلية بيفرلي في كافتيريا جامعة أيوا حينما كان طبيب شاب وكانت هي طالبة تمريض من مدينة أيوا حيث تزوجا في عام 1962 قبل بضع سنوات من استدعائه لمزاولة مهنة الطب التي استمر فيها 25 عام في أوماها. لديه ولدان هما روجر ورودني.
شقيق الراشد هو عبد الإله الراشد الموظف المتقاعد من بنك البحرين الوطني.

## الوفاة
في عام 2001 تعرض الراشد لأزمة قلبية اقعدته عن العمل. بعد مرور 14 عام من المعاناة من المرض توفي الراشد في 22 يوليو 2015 في أوماها بالولايات المتحدة ودفن في مقبرة حديقة إيفرغرين التذكارية.
نعاه زميله بجامعة نبراسكا الطبية بيتر كوشيا قائلا: «لقد كان الطبيب الوحيد المتخصص في أمراض الدم والسرطان في تلك المنطقة حتى مطلع الثمانينيات واستمر في مزاولة الطب حتى العام 1992». بينما قال الطبيب نبيل تمام: «مثواك الجنة يا دكتور راشد الراشد، مواليد البحرين العام 1934 وانضم إلى المستشفى الجامعي في نبراسكا».